# Margaret Hendrie
Margaret Hendrie, nata Griffith (Nauru, 1924 – Nauru, 1990), è stata una scrittrice nauruana.

## Biografia
Insieme a Joanne Gobure, la Hendrie è la più nota scrittrice di Nauru; a differenza della Gobure, ella scriveva in lingua nauruana. In particolare fu lei a comporre il testo di Nauru Bwiema, canto adottato dalla repubblica di Nauru come inno nazionale nel 1968, sulle note composte dal compositore australiano Lawrence Henry Hicks.